# Ivan Rioufol
Pour les articles homonymes, voir Rioufol.
Ivan Rioufol, né le 12 septembre 1952 à Nantes, est un journaliste, éditorialiste et essayiste français. Après huit ans passés à Presse Océan, il travaille de 1985 à 2022 pour Le Figaro. Il est également chroniqueur à la télévision sur la chaîne CNews. Il est connu pour ses prises de position conservatrices qui ont provoqué plusieurs polémiques, notamment ses propos sur l'islam, l'écologie politique ou la pandémie de Covid-19.

## Biographie
Ivan Rioufol est issu d'une famille subsistante de l'ancienne bourgeoisie dont l'origine remonte au début du XVIe siècle. 
Il suit une scolarité privée catholique au lycée de l'Immaculée-Conception (Laval) et au lycée Saint-Stanislas (Nantes), puis il obtient un diplôme d'études approfondies (DEA) en droit maritime et aérien à l'université de Nantes.
Il commence une carrière de journaliste en 1976, au quotidien nantais Presse Océan. Parallèlement, il est aussi correspondant pour plusieurs journaux, comme Le Quotidien de Paris, Le Journal du dimanche et Forum International. Il quitte Nantes pour Paris et rejoint Le Figaro comme grand reporter en 1985 jusqu’en 1987, date à laquelle il devient responsable de la rubrique « Confidentiel » au service « La vie des médias » de 1988 à 1990. Il est ensuite chef de service de 1990 à 1992, rédacteur en chef adjoint de 1992 à 1994 et rédacteur en chef du service des informations générales de 1995 à 2000. À cette date, il devient chroniqueur et membre du comité éditorial du journal. Il a également été éditorialiste au Figaro Madame.
À partir de 2002, succédant à Max Clos, il tient dans Le Figaro un « Bloc-notes » publié chaque vendredi. Il quitte Le Figaro en 2022. Il est également chroniqueur à l'émission On refait le monde, sur RTL.
Il intervient régulièrement en tant que chroniqueur dans l'émission L'Heure des pros, présentée par Pascal Praud sur CNews. Il intervient également dans l'émission Les points sur les I, présentée par Thomas Lequertier sur cette même chaîne.

### Vie privée
Il se déclare catholique.
Il est le frère de l'acteur Marc Rioufol (1962-2011).

## Prises de position
Ivan Rioufol se positionne comme conservateur, voire réactionnaire. Selon la chercheuse en sciences de l'information et de la communication Christine Servais, Rioufol tient un « discours néo-réactionnaire ».
Il considère que les journalistes d’investigation français enquêteraient sans traitement contradictoire des faits et se prendraient pour des procureurs, affirmant : « Il ne s'agit là que d'un journalisme de boîte aux lettres. Tel qu'il est pratiqué en France, je trouve que c'est une grande imposture, car avec ce genre de journalisme nous sommes en pleine Inquisition. »
En octobre 2013, il fait partie des 19 signataires de « Touche pas à ma pute ! Le manifeste des 343 « salauds » », manifeste publié dans Causeur pour protester contre les sanctions qui pourraient toucher les clients des prostituées.
Le 8 janvier 2015, dans une émission sur RTL, à la suite de l'attentat contre Charlie Hebdo, Ivan Rioufol demande « urgemment que manifestent aujourd'hui les Français musulmans qui, évidemment, ne se reconnaissent pas dans cet attentat terroriste, sinon on va craindre les amalgames ». La journaliste Rokhaya Diallo lui répond : « Quand j'entends dire qu'on somme les musulmans de se désolidariser d'un acte qui n'a rien d'humain, je me sens visée. J'ai le sentiment que toute ma famille et tous mes amis musulmans sont mis sur le banc des accusés. » Plus tard au cours de l'émission, Ivan Rioufol déclare : « Nous sommes en guerre et il faut savoir quel est notre ennemi : ce n'est pas les musulmans, mais l'islam radical. »
Le 21 avril 2017 sur la chaîne TV CNews, Ivan Rioufol, se fondant, selon lui, sur un sondage de l’Institut Montaigne, suscite la polémique en affirmant que « 50 % des jeunes musulmans des cités se réclament de l'idéologie de l'État islamique ». L'Institut Montaigne réagit en affirmant à l'encontre d'Ivan Rioufol : « En aucun cas, les conclusions de notre enquête ne peuvent nourrir votre propos. » Le Conseil supérieur de l'audiovisuel (CSA) indique le 25 avril 2017 avoir ouvert l’instruction d’un dossier sur ces propos.
En avril 2018, Yvan Rioufol signe le « Manifeste contre le nouvel antisémitisme » paru dans Le Parisien.
Très virulent à l'égard de la militante écologiste Greta Thunberg, Ivan Rioufol dénonce un « embrigadement » et un « fanatisme » comparables à ceux des Jeunesses hitlériennes. Il dénonce également dans ses chroniques « l’écologisme qui menace la France » et « la jeunesse manipulée des marches climat ». Ses échanges sur CNews avec un militant climatosceptique, Christian Gerondeau, qu'il décrit comme un résistant à « l’imposture de l’idéologie écologiste », provoquent des critiques. Au cours du même débat, il qualifie les propos du Groupe d'experts intergouvernemental sur l'évolution du climat (GIEC) de « mensonges ». La coprésidente du GIEC Valérie Masson-Delmotte dénonce « un ensemble spectaculaire de fausses informations à une heure de grande écoute ».
En 2021, il prend la défense de la politique de discrimination contre les homosexuels menée en Hongrie.
Pendant la pandémie de Covid-19, il dénonce une « logique totalitaire » et compare les non-vaccinés aux juifs sous le régime nazi. Ses propos font l'objet de saisines au CSA, notamment par l'association SOS Racisme et la Ligue internationale contre le racisme et l'antisémitisme (LICRA), qui dénoncent « des débats surréalistes et une totale confusion intellectuelle ».
En février 2022, Ivan Rioufol indique, sur le plateau de L'Heure des pros, que le ghetto de Varsovie « c’était d’abord un lieu hygiéniste », « un lieu qui était fait pour préserver du typhus ». Roch-Olivier Maistre, président de l'autorité de régulation de la communication audiovisuelle et numérique (Arcom), rappelle « il y a consensus au sein de la communauté scientifique pour considérer que les raisons sanitaires mises en avant par l’Allemagne nazie pour justifier la création du ghetto de Varsovie, en octobre 1940, étaient un prétexte visant au regroupement des juifs, première étape de leur extermination ».

## Participation à des institutions et des associations
Ivan Rioufol était Senior Fellow à l'Atlantis Institute, cercle de réflexion et d'influence européen indépendant de tendance néoconservatrice réunissant des intellectuels francophones engagés dans la défense de valeurs telles que le libéralisme, l'atlantisme et la démocratisation.
Il est membre de l'Association des descendants de capitaines corsaires (Saint-Malo) et de l'Association des amis d'Alphonse Allais (Paris).

## Ouvrages

### Essais
- La Tyrannie de l'impudeur, Éditions Anne Carrière, 2000, 120 p.
- La République des faux gentils : pourquoi elle affaiblit la France, Éditions du Rocher, 2004, 157 p.
- Chroniques d'une résistance : bloc-notes des années 2003 et 2004, Éditions du Rocher, 2005, 482 p.
- La Fracture identitaire, Fayard, 2008, 201 p.
- Où va la France? : le bloc-notes de la présidentielle, juin 2006-juin 2007, Éditions de Passy, 2008, 190 p.
- Chronique d'une année de crises, Éditions de Passy, 2009, 189 p.
- Attachez vos ceintures, Éditions de Passy, 2010, 175 p.
- À la recherche du peuple perdu, Éditions de Passy, 2011, 187 p.
- De l'urgence d'être réactionnaire, Éditions PUF, 2012, 185 p.
- La Fin d'un monde, Éditions de Passy, 2012, 175 p.
- Le Crépuscule du socialisme, Éditions de Passy, 2013, 240 p.
- Touche pas à ma France !, Éditions de Passy, 2014, 239 p.
- Poings sur les i, Éditions de Passy, 2015, 240 p.
- La Guerre civile qui vient, Pierre-Guillaume de Roux, 2016, 150 p.
- La Nouvelle Révolution française, Éditions de Passy, 2016, 206 p.
- Macron : la grande mascarade. Bloc-notes 2016-2017, L'Artilleur, 2017, 378 p.
- Les Traîtres : ils ont abandonné la France, Pierre-Guillaume de Roux Éditions, 2020, 180 p.
- Le Réveil des somnambules. Bloc-notes 2018-2019, L'Artilleur, 2020, 288 p.
- Journal d'un paria. Bloc notes 2020-2021, L'Artilleur, 2022.

### Préface
- Antoine Martinez, Quand la Grande Muette prendra la parole (préf. Ivan Rioufol), Éditions Apopsix, 2017, 400 p. (ISBN 978-2-3597-9135-8)